# August Kürmayr
August Kürmayr (* 2. April 1936 in Linz; † 25. Mai 2025 ebenda) war ein österreichischer Architekt.

## Leben und Wirken
Kürmayr absolvierte nach seinem zwischen 1957 und 1963 erfolgreichem Studium der Architektur an der Technischen Hochschule Wien Auslandspraktika in Stockholm und Zürich. Er war ab 1963 in der Planungsgruppe Hochschule Linz (Architekturbüro Erich Scheichl und Franz Treml) und ab 1973 selbständig im Atelier K&N (August Kürmayr & Klaus Nötzberger) und ab 1981 in einem eigenen Atelier tätig.
Von 1976 bis 1977 war er Präsident der Künstlervereinigung MAERZ.

## Werke

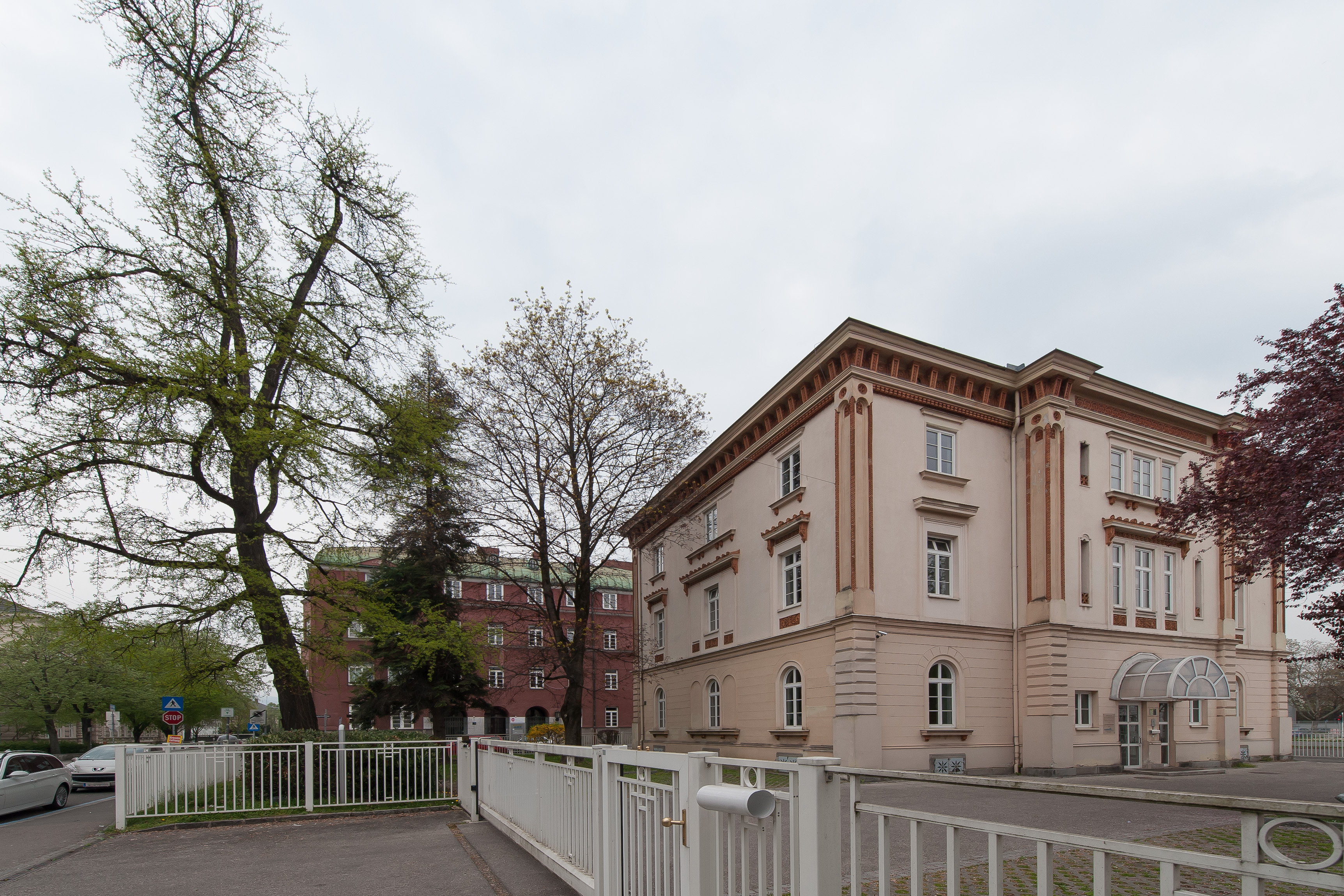
Direktionsschlössl, Kaplanhofstraße 2, Linz, errichtet 1857, revitalisiert 1978–1980

Zu seinen bemerkenswerten Projekten zählen:
- Direktionsschlössl, Büro- und Geschäftsgebäude, ehemaliges Direktionsgebäude der Gaswerke im Kaplanhofviertel (1978 bis 1980),[2] das Gebäude steht seit 2009 unter Denkmalschutz
- Mit Ernst Hoffmann: Bebauungskonzept Kastgründe (1981, 1994),[3]
- Friedhofsprojekte in Ottensheim, St. Florian und Ebelsberg, teilweise zusammen mit dem Münchner Theologen Gottfried Hutter.
- Beratung des Linzer Gemeinderates (Beirat für Stadtgestaltung) beim Neubau des Krematoriums im Urnenhain Urfahr, wobei Kürmayr 1998 drei prinzipielle Vorschläge – Erweiterung des bestehenden Baus von Julius Schulte sowie zwei neue Projekte – zur Diskussion stellte.

## Ausstellungsbeteiligungen
- Mit Wolfgang Stifter, Inge Dick, Norbert W. Hinterberger und Udo Wid: Assenza presunta, Museo Casabianca (Malo), Veranstalter: Büro für Kulturelle Auslandsbeziehungen des Landes Oberösterreich (1995)
- Galerie Maerz, Künstlervereinigung Maerz, Linz: Things we never did (2011)
- AFO Architekturforum Oberösterreich, Künstlervereinigung MAERZ, Linz, Sibylle Ettengruber und Ewald Walser (Konzept): Wegmarken, Maerz 1952 bis 2002, 100 unterschiedliche Positionen in einer Schau über die Schaffensjahre zwischen 1952 und 2003 (2013)[4]

## Publikationen
- Wolfgang Stifter (Illustration), Aldemar Schiffkorn (Hrsg.): Assenza presunta, Katalog in der Edition Grenzgänger, Folge 20, 63 S mit zahlreichen Illustrationen, Texte in Deutsch und Italienisch[5]

## Auszeichnungen
- Preisträger Kulturpreis des Landes Oberösterreich für Architektur (1979, mit Klaus Nötzberger)